# Maro amplus
Maro amplus är en spindelart som beskrevs av Charles Denton Dondale och Buckle 200. Maro amplus ingår i släktet Maro och familjen täckvävarspindlar. Inga underarter finns listade i Catalogue of Life.